# Night Thrasher (Dwayne Taylor)
Night Thrasher —Destructor Nocturno en España— es un superhéroe ficticio que aparece en los cómics estadounidenses publicados por Marvel Comics. Apareció por primera vez en Thor #411 (diciembre de 1989) y fue creado por Tom DeFalco y Ron Frenz. El es un vigilante sin superpoderes, hijo de padres industriales billonarios asesinados con vínculos con la Guerra de Vietnam, que usa un traje avanzado de armadura corporal, armas de fuego, y una patineta para luchar contra sus enemigos, y utiliza los recursos billonarios de su fundación familiar para financiar la batalla de los Nuevos Guerreros contra el crimen y la corrupción.  

## Historial de publicaciones
Night Thrasher es el fundador y líder de los Nuevos Guerreros, y director de la Fundación Taylor. Aunque no posee poderes sobrehumanos, se ha entrenado extensamente en muchas artes marciales y es experto en la construcción de dispositivos tecnológicos.
En X-Men #29 y X-Force #32, se revela que Night Thrasher tiene vínculos con el Club Fuego Infernal, un misterioso grupo de aristócratas y adversarios de los X-Men.
Night Thrasher tenía dos tutores legales cuando debutó en la edición de origen de Nuevos Guerreros: Andrew Chord y Tai. Chord no ha sido visto desde la mitad del volumen 1, y Tai murió en el número 25 después de revelar sus planes de utilizar a los Nuevos Guerreros para obtener un poder inconmensurable. Se supone que Night Thrasher simplemente ha superado su necesidad de un tutor legal (en la página de cartas de The New Warriors #39 se decía que Dwayne tenía 19 años).

## Biografía ficticia

### Origen
Cuando era niño en la ciudad de Nueva York, Dwayne Michael Taylor vio a sus padres ricos asesinados ante sus propios ojos. En busca de venganza, se perfeccionó hasta convertirse en una máquina de lucha y luego se obsesionó con el deseo de castigar a todos los malhechores.
El no podía recordar completamente las circunstancias exactas de la muerte de sus padres y no podía recordar el rostro de su asesino; Supuso que esto se debía a que su mente intentaba bloquear el recuerdo. Más adelante en su vida, descubrió que todas las circunstancias de la muerte de sus padres y su propia crianza por parte de su tutor Chord y una anciana asiática llamada Tai, en realidad habían sido orquestadas por la propia Tai.
El joven motivado y conflictivo vivía una doble existencia: durante el día dirigía la Fundación Taylor y por la noche se entrenaba implacablemente hacia la perfección humana, estudiando con los mejores tutores privados que el dinero podía comprar. Luego comenzó a patrullar las calles de la ciudad de Nueva York como luchador contra el crimen, para probar sus habilidades.

### Primeras aventuras
Silueta y Fuego de Medianoche estaban operando como vigilantes independientes en las calles de la ciudad de Nueva York cuando conocieron a Dwayne, que estaba haciendo lo mismo pero como agente en solitario (antes de convertirse en Night Thrasher). El trío inició un esfuerzo organizado para disminuir la influencia de las pandillas callejeras de la ciudad de Nueva York. Silueta y Fuego de Medianoche eran hijos de Andrew Chord, quien en ese momento se desempeñaba como tutor de Dwayne.
Su asociación terminó cuando Siluetarecibió un disparo y quedó paralizada de las piernas para abajo en una operación encubierta que salió mal. Fuego de Medianoche culpó a Dwayne y se convirtió en un asesino de policías y un narcotraficante para atraer a Dwayne a una confrontación física que no podía ganar. Más tarde, Silueta parcialmente paralizada se reunió con Dwayne, distanciándose de las malvadas acciones de su hermano.
Dwayne creó una armadura especial, en parte como respuesta a la amenaza de Fuego de Medianoche, que estaba decidido a matarlo, y también porque sintió que era la forma más efectiva de llevar a cabo su misión.

### Los Nuevos Guerreros
Night Thrasher investigó meticulosamente a varios jóvenes héroes en solitario y seleccionó a tres como objetivos para el reclutamiento. El basó su grupo en Los 4 Fantásticos, con él siendo el Reed Richards del grupo: el líder y el cerebro. Se programó que cada miembro adicional reflejara los roles de cada uno de los FF. El primero de sus reclutas fue Richard Rider, el Nova retirado y supuestamente sin poder (cumpliendo el papel de Thing debido a su puro poder). Deduciendo que podría reavivar los poderes de Rider con un incidente de alto estrés, Night Thrasher secuestró a Rider y lo dejó desde un edificio. Aunque es comprensible que Rider estuviera molesto con Night Thrasher por arriesgar su vida, el hecho de que el incidente le permitiera recuperar sus poderes (su mayor deseo) le hizo sentirse obligado a unirse al equipo.
Night Thrasher eligió a los otros compañeros de equipo: los mutantes Estrella de Fuego (ocupando el puesto de la Antorcha Humana) y Marvel Boy, más tarde conocido como Justice (ocupando el puesto de la Mujer Invisible). Poco después de reunirse, los cuatro jóvenes superhéroes se vieron involucrados en una emergencia. Terrax, un antiguo Heraldo de Galactus, había reformado su cuerpo y estaba causando destrucción en el centro de Nueva York. Al llegar al lugar, encontraron a Namorita y Speedball. Los seis jóvenes héroes lucharon contra Terrax y lo neutralizaron mediante el uso de un trabajo en equipo ad hoc (pero efectivo). Posteriormente, los Vengadores llegaron y se robaron el espectáculo, dejando a algunos de los jóvenes héroes amargados. Acordaron formar un nuevo equipo, los Nuevos Guerreros, después de una etiqueta que les dio un periodista.
Los Nuevos Guerreros ayudaron a Thor en la batalla contra Juggernaut. Se reveló la antigua asociación de Night Thrasher con Fuego de Medianoche y Silueta, y derrotó a Fuego de Medianoche y se reunió con Silueta. Night Thrasher se enfrentó por primera vez con Bengala y luchó contra Punisher. Con los Nuevos Guerreros y los Cuatro Fantásticos, volvió a luchar contra Terrax. Con los Nuevos Guerreros, fue capturado por Gideon.
Los Guerreros lucharon juntos contra el crimen con bastante éxito durante un tiempo respetable, pero Dwayne descubrió algunas verdades alarmantes sobre su vida. Se enteró de que su empresa estaba involucrada en prácticas turbias, lo que lo llevó a desentrañar mentiras que le habían alimentado desde pequeño. Se reveló una extraña conspiración mística que involucraba al Círculo Plegable, y el verdadero papel de Tai quedó claro.
Durante este tiempo, Dwayne se convirtió en el tutor legal de Rage, un joven con el cuerpo de un hombre superpoderoso. Rage había perdido a su abuela en un plan de venganza dirigido a los amigos y familiares de los Nuevos Guerreros.

### El Círculo Plegable
Night Thrasher se enfrentó al señor del crimen Tatsu'o en Japón y abandonó los Nuevos Guerreros. Luchó y fue incluido por la fuerza en el Círculo Plegable. Durante este tiempo, Dwayne fingió unirse al Círculo Plegable para infiltrarse en ellos, pero se olvidó de decirles esto a los Guerreros. Su obsesión por la justicia, aún alimentada por la muerte de sus padres, y sus problemas de ira lo llevaron a dejar el equipo. El viajó con el Círculo Plegable al Templo de Dragon's Breadth en Camboya y se enteró de la responsabilidad de Tai por la muerte de sus padres. Con los Nuevos Guerreros, Darkhawk y el Círculo Plegable, frustró a Tai. Trató de evitar una adquisición hostil de la Fundación Taylor y salvó la vida de Chord. Luchó en revanchas con Gideon y Bengal, y luchó contra Tantrum.
Después de su partida, los Guerreros nunca volvieron a ser los mismos. La alineación cambió un poco y Dwayne fue un aliado intermitente. El sufrió reveses en el camino, incluida la pérdida de su novia y compañera de equipo Silueta a manos de su presunto medio hermano Donyell (Bandit). Dwayne tampoco era ya el líder indiscutible de los Guerreros. La mayor parte del grupo recurrió primero a Namorita y luego a Justice en busca de liderazgo. Más tarde él se involucró con Psionex, pero finalmente regresó al equipo en los últimos números del volumen. El jugó un papel destacado en el arco final de la historia de "The New Warriors", asestando el golpe mortal al Dire Wraith Volxx.
En Nova vol. 2 #1 (mayo de 1999), Night Thrasher disolvió el equipo y decidió viajar al extranjero, entrenando en diversas disciplinas de artes marciales. Al enterarse de un complot contra Iron Fist por parte del nuevo líder de La Mano, Junzo Muto, durante ese tiempo, Night Thrasher ayudó a los Nuevos Guerreros recientemente reformados para salvar la vida de Iron Fist. Después de la aventura, el se fue nuevamente. En el último número del volumen, regresó al equipo, para que pudieran volver a convertirse en un equipo de superhéroes eficaz.

### New Warriorsvol. 3
Dwayne Taylor finalmente se "retiró" de ser un héroe, pero permaneció semiactivo mientras dirigía la Fundación Taylor. Quería utilizar la fundación para hacer del mundo un lugar mejor y se involucró mucho en la investigación del cáncer. Reunió un equipo de microbiólogos de primer nivel, uno de los cuales desarrolló lo que parecía ser una cura para el cáncer. En realidad, la cura resultó haber sido obra del hijo mutante del biólogo, quien había usado sus poderes para "decirle" a la cura qué hacer. Esta revelación destruyó la confianza de los inversores en la Fundación Taylor. El científico murió intentando demostrar que su cura contra el cáncer funcionaba probándola él mismo.
Dwayne rescató los restos de la Fundación Taylor y adoptó a Microbe, el hijo mutante del microbiólogo muerto. Dwayne se acercó a una productora de televisión para financiar y promover un nuevo equipo, presentando sus aventuras como un reality show de televisión. Reunió un nuevo equipo de Guerreros, además de Microbe, y viajaron por el país.

### "Civil War"
Night Thrasher estuvo entre los cuatro Nuevos Guerreros involucrados en el incidente que condujo a la Ley de Registro de Superhumanos en la historia de 2006-2007 Marvel Civil War. Los eventos del arco comenzaron cuando un grupo de superhéroes, incluido Night Thrasher, vigilan un escondite de supervillanos en los suburbios de Stamford, Connecticut. Uno de los villanos, Nitro, explota y Night Thrasher muere en la explosión. Su muerte está confirmada en Civil War: Front Line #1.
A raíz de Civil War, apareció un nuevo equipo que se hace llamar Nuevos Guerreros. Comenzaron a reclutar héroes clandestinos, no descubiertos y sin poderes que no están de acuerdo con la Ley de Registro de Superhumanos. Si bien la mayoría de estos Nuevos Guerreros son nuevos en el equipo, el líder y reclutador se hace llamar Night Thrasher, aunque la verdadera identidad de esta persona se desconoce en los primeros números. Se descubre que la tumba del Night Thrasher original contiene sólo los restos del traje que llevaba durante el incidente de Stamford, y el análisis del traje revela poco material biológico, en contraste con el estado de las otras víctimas de la explosión. El médico que realizó el análisis explicó que Taylor estaba muy cerca de la explosión de Nitro, que era solo un ser humano en contraste con el estado sobrehumano de otros Nuevos Guerreros dentro de la proximidad de la explosión, y que solo estaba parcialmente protegido por su disfraz, pero lo admite, dado el historial. En cuanto a los superhéroes que permanecen muertos, sólo está dispuesto a admitir que Taylor "podría" estar muerto, pero no le gustaría "apostar la granja" a ello. En New Warriors vol. 4 #6, se revela que el nuevo Night Thrasher es de hecho Donyell Taylor, el medio hermano ilegítimo de Dwayne, anteriormente el villano conocido como Bandit.
Los restos de Dwayne, Microbe y Namorita son posteriormente recuperados por el equipo de Contrainiciativa de Nuevos Guerreros y Justice y reciben un entierro adecuado.

### Post "Civil War"
Posteriormente, los Nuevos Guerreros usan una máquina del tiempo en un intento de salvar a Dwayne, pero son enviados accidentalmente a una línea de tiempo futura en la que Iron Man usó la Iniciativa para colocar al mundo entero bajo un reinado tiránico. Donyell se enfrenta a Iron Man y descubre que no es Tony Stark quien lleva la armadura, sino Dwayne resucitado. Contento de que su hermano esté vivo, Donyell ayuda a capturar a sus propios compañeros de equipo, a pesar de sus dudas sobre la dictadura de Dwayne. Cuando este Dwayne alternativo mata al cautivo Tony Stark a sangre fría, Donyell se vuelve contra él, libera a los Nuevos Guerreros y finalmente lo mata.

### "Concurso de Campeones" y regreso
Durante la contienda entre el Coleccionista y su hermano, el Gran Maestro, Night Thrasher es sacado de la corriente temporal segundos antes de su muerte para poder formar parte del equipo del Coleccionista. Después de que el Maestro usurpa el papel del Coleccionista y se hace cargo del concurso, Night Thrasher ayuda a liderar una insurrección. La rebelión fracasa, pero Maestro envía a Night Thrasher de regreso a la Tierra actual, razonando que era demasiado peligroso para mantenerlo cerca. En el presente, Night Thrasher se despierta y descubre que su último recuerdo es el de morir en la explosión de Stamford.

## Poderes y habilidades
Night Thrasher posee una excelente habilidad de lucha cuerpo a cuerpo y está entrenado en diversas artes marciales. Ha podido defenderse de Punisher y lo habría vencido si Punisher no hubiera disparado una metralleta a quemarropa. También es un excelente acróbata, un talentoso diseñador de trajes de batalla y armamento pequeño, y un buen hacker informático. Su fuerza se vio reforzada por su armadura de combate Mark II, pero no en un grado sobrehumano.
Según el villano Genecide, Dwayne tiene un "ADN avanzado" no especificado. En el número 10, Emma Frost afirma que de alguna manera era naturalmente inmune a las sondas telepáticas; Más tarde se reveló que esto había sido causado por Tai, ya sea debido a que ella manipuló su memoria o a un esfuerzo deliberado por parte de Tai para asegurarse de que nadie más pudiera manipular a Dwayne e interferir con sus planes para él.

### Equipamiento
Night Thrasher llevaba un traje especial de armadura de combate articulada ligera compuesta de fibra de Kevlar/borosilicato en una matriz cerámica y capas de nitruro de titanio de microcorreo de 8 mm y 16 mm de espesor. Diseñó el traje de batalla para sobrevivir al combate físico con el hermano de Silueta, Fuego de Medianoche. El traje no puede ser penetrado por balas o cuchillos convencionales y es ignífugo. El traje incluye un LED muy fino. carcasa que permite que el traje se camufle en su entorno. El casco contenía gafas integrales con mira infrarroja, lentes telescópicas, escaneo por resonancia magnética y un accesorio para cámara. También incluye un aparato respiratorio, un codificador de voz, un dispositivo de comunicación por radio bidireccional, un potenciador de sonido parabólico y un enlace cibernético a los sistemas blindados.
El llevaba un par de porras, palos de Eskrima a los que llamaba "Bastones de batalla" que se fijaban a ranuras especiales en la parte posterior de la armadura Mark I, y una patineta blindada de fibra de vidrio de alta tecnología con una hoja retráctil y afilada. El tablero también se enganchó en la parte posterior de su armadura. La armadura estaba equipada con una hoja de titanio con resorte en el antebrazo derecho. La muñeca izquierda contenía un fino alambre de garrote de aleación de adamantium. También se montaron micromisiles superficie-superficie (STS) en los antebrazos. La armadura Mark I también tenía un compartimento oculto en el que guardaba una metralleta Micro Uzi para emergencias. Su patineta también podría usarse como escudo o arma y podría modificarse para usarse como tabla de snowboard.
Los guanteletes de muñeca de su armadura podían disparar gas pimienta, gas somnífero o lanzar explosivamente sus "bastones de batalla" que estaban enfundados junto a sus antebrazos en la armadura Mark II. Sus guanteletes también podían desplegar líneas de garfio disparadas neumáticamente para atravesar tejados, y contenían hojas retráctiles y un grifo de computadora extensible. También tenía un paquete utilitario con explosivos de varias formas, paquetes de plástico, gel de napalm y cordita, bengalas de magnesio, cápsulas de humo, paquetes incendiarios, abrojos/gatos de espuela y cojinetes de bolas. La mochila también contenía un paracaídas para planeador. La armadura Mark II también tenía un avanzado sistema de camuflaje activo.
La armadura Night Thrasher que Dwayne llevaba en Civil War estaba hecha de una malla de vibranium.

## Mercancía
Se han comercializado varios artículos protagonizados por Night Thrasher (Dwayne Taylor). En noviembre de 2006, WizKids comercializó a través de su línea Supernova figuras de Night Thrasher HeroClix (juego de 3). Night Thrasher apareció en Marvel Universe Trading Cards: Serie 1 (1990, tarjeta n.° 85), Serie 2 (1991, tarjetas n.° 22 y 156), Serie 3 (1992, tarjetas n.° 59 y 174), Serie 4 (1993, tarjeta #26), y Serie 5 (1994, tarjetas #79 y 168). Night Thrasher también se incluyó en varias camisetas, carteles e impresiones artísticas con Nuevos Guerreros.
Night Thrasher recibió una figura en la ola Marvel Legends Kingpin a principios de 2019. Venía con su patineta, versiones negras de las porras de Daredevil, un soporte de armas para su espalda y la pierna izquierda de Kingpin.

## En otros medios

### Televisión
- Una serie de televisión Night Thrasher estaba en las primeras etapas de desarrollo para UPN en 2002,[33][34] pero no se materializó.
- Night Thrasher iba a aparecer en la serie de televisión New Warriors interpretado por Jeremy Tardy antes de que fuera cancelada.[35][36][37]

### Videojuegos
Night Thrasher aparece en Marvel Contest of Champions.